# مدرسة الأحلام (مسلسل)
مدرسة الأحلام، مسلسل تلفزيوني مصري عرض في رمضان 1434هـ/2013م.

## قصة المسلسل
تدور أحداث المسلسل في إطار كوميدى ساخر حول أوضاع التعليم الخاص في مصر ومشاكله وسلبياته وتقوم ميرفت أمين بدور «منى» مديرة مدرسة الأحلام، التي تواجه العديد من مشاكل المدرسين والطلبة، وتدخل في صراعات مع أولياء الأمور من جانب والمدرسين من جانب آخر.

## بطولة
- ميرفت أمين
- لطفي لبيب
- علاء مرسي
- إيمان السيد
- محمد الصاوى
- جيهان قمري
- أحمد صيام
- عبد الرحيم حسن
- نسمة محمود
- إنجي عبد الله
- سامي مغاوري
- عبد الله مشرف
- سلوى عثمان
- ياسر فرج
- أشرف زكي
- أيمن الشيوي
- جيهان راتب
- ريم هلال
- شريف باهر
- احمد الشبراوى